# Neptuns dotter
Neptuns dotter (engelska: Neptune's Daughter) är en amerikansk musikalisk komedifilm från 1949 i regi av Edward Buzzell. I huvudrollerna ses Esther Williams, Red Skelton, Ricardo Montalbán och Betty Garrett. Filmen hade svensk premiär den 31 oktober 1949. Detta var den tredje av totalt tre filmer där Williams och Montalbán spelade mot varandra, de andra två är Fiesta (1947) och På en ö med dej (1948).

## Handling
En baddräktsdesigner är fast besluten om att skydda sin snurriga och kärlekskranka syster från en sydamerikansk hjärtekrossare, men ett fall av felaktig identitet komplicerar hela saken.

## Rollista i urval
- Esther Williams - Eve Barrett
- Ricardo Montalbán - José O'Rourke
- Red Skelton - Jack Spratt
- Betty Garrett - Betty Barrett
- Keenan Wynn - Joe Backett
- Mel Blanc - Pancho
- Xavier Cugat - sig själv
- Ted de Corsia - Lukie Luzette
- Mike Mazurki - Mac Mozolla

## Musik i filmen i urval
- "Baby, It's Cold Outside", skriven av Frank Loesser, framförd av Ricardo Montalbán & Esther Williams, samt av Red Skelton & Betty Garrett
- "I Love Those Men", skriven av Frank Loesser, framförd av Betty Garrett med Red Skelton & Xavier Cugat and His Orchestra
- "My Heart Beats Faster", skriven av Frank Loesser, framförd av Ricardo Montalbán